# KDE Image Plugin Interface
KDE Image Plugin Interface (normalment abreujat a Kipi o KIPI) és una API que permet la creació de connectors de processament d'imatges independents de l'aplicació al projecte KDE.
Las aplicacions que utilitzen Kipi són: Digikam, KimDaBa, ShowImg i Gwenview.

## Aplicacions d'allotjament
- Digikam[1]
- KPhotoAlbum (anteriorment anomenat KimDaBa)
- ShowImg
- Gwenview
- KSquirrel (des de 0.7.0-pre1)[2]

## Connectors

### Adquisició i gestió
- Acquire Images proporciona eines per capturar noves imatges i desar-les a les col·leccions.
- Kamera klient és una eina per connectar l'ordinador a una càmera digital.
- Batch process .
- Find duplicates és una eina per trobar fotografies duplicades en col·leccions d'imatges.

### Metadades / Temps
- MetadataEdit .
- Time adjust és una eina per ajustar la marca de temps dels fitxers d'imatge.

### Transformar / convertir
- JPEG loss less és una eina per transformar les imatges sense pèrdues de qualitat a causa de la compressió.
- MPEG encoder és una eina per convertir una sèrie d'imatges en un fitxer MPEG d'estil diashow.
- El convertidor d'imatges RAW és una eina de conversió per a imatges de format cru.

### Exporta / Envia

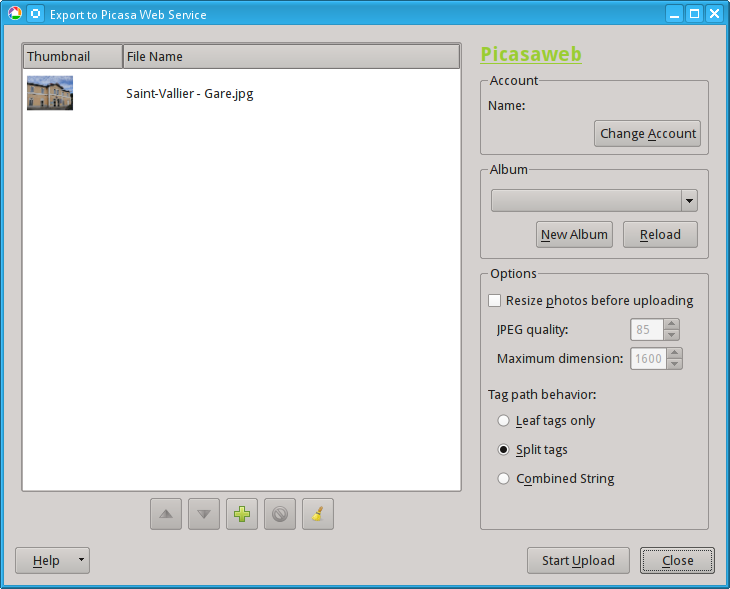
Exporta a Picasaweb

- L'exportació de Flickr permet a l'usuari penjar fotografies al servei web de Flickr.
- L'exportació de galeries és una eina per exportar col·leccions d'imatges a un servidor de galeries remot.
- L'exportació HTML és una eina per exportar un conjunt d'àlbums a una pàgina HTML.
- Exportació d'iPod .
- L'exportació de MediaWiki és una eina per carregar imatges en qualsevol instal·lació de MediaWiki.
- Exportació Simpleviewer .
- Enviar imatges és una eina per enviar imatges directament per correu electrònic.

### Autor
- Calendar és una eina per crear calendari a partir de col·leccions d'imatges.
- Slide show — connector crea una presentació de diapositives a pantalla completa de les imatges.

### Sortida
- CD archiving és una eina per fer còpies de seguretat de col·leccions d'imatges.
- Print wizard és una eina per imprimir imatges alhora.

### Altres
- GPS sync .
- OpenGL Imageviewer és una eina que permet a l'usuari dur a terme accions com ara fer zoom o passar a la següent imatge molt ràpidament.
- Wall Paper és una eina per posar una imatge com a fons de l'escriptori.